# 张学群
张学群（1957年10月—），男，汉族，安徽阜南人，中华人民共和国政治人物，二级大法官，第十二届全国人民代表大会云南地区代表。

## 生平
毕业于中央党校研究生院法学理论专业。1974年10月加入中国共产党。2013年，担任云南省高级人民法院院长、党组书记，全国人大代表。2018年1月，任辽宁省高级人民法院院长、党组书记。2018年2月24日，当选为第十三届全国人大代表。